# Clyde (Alberta)
Clyde es un pueblo canadiense situado en la provincia de Alberta.

## Superficie
Clyde tiene una superficie de 1,28 km².

## Demografía
En 2021, tenía 415 habitantes, una densidad poblacional de 324,9 hab./km², y 197 viviendas.